# Azorubin

Strukturformel för Azorubin.

Azorubin, eller karmosinrött, är ett färgämne som främst finns i godis. Färgen har e-nummer E122 och är ett azofärgämne.

## Hälsoeffekter
Ämnet var tidigare förbjudet i Sverige, men i samband med EU-inträdet 1995 tvingades Sverige att häva förbudet. I Sverige och övriga EU måste livsmedel som innehåller azorubin märkas med varningstexten "Kan ha en negativ effekt på barns beteende och koncentration". Kravet på märkning gäller dock inte lösgodis eller andra icke-förpackade livsmedel.